# Sergio Elías Morgado Rodríguez
Sergio Elías Morgado Rodríguez (Badajoz, 16 de març de 1963) és un exfutbolista extremeny, que ocupava la posició de defensa.

## Trajectòria
Debuta a primera divisió a la temporada 85/86, tot jugant set partits amb l'Atlètic de Madrid. A l'any següent es consolida a l'equip matalasser, sumant 27 partits. Entre 1986 i 1989 va ser peça clau en la defensa de l'Atlético, però a la 89/90 perd la condició de titular, jugant 10 partits.
L'estiu del 1990 fitxa pel RCD Espanyol. Al conjunt català hi és titular eixe any (35 partits), però els dos següent passa a la suplència. Es retira el 1995, després d'haver jugat les dues darreres campanyes al CD Badajoz, de Segona Divisió. En total, va sumar 158 partits a primera divisió.
Després de la seua retirada, ha seguit vinculat al món del futbol, formant part d'equips tècnics en entitats com l'Espanyol i el Badajoz. El juliol del 2009, esdevé director esportiu de l'Albacete Balompié.